# Radiomics
Radiomics bezeichnet ein Teilgebiet der medizinischen Bildverarbeitung und radiologischen Grundlagenforschung, welche sich mit der Analyse von quantitativen Bildmerkmalen in großen medizinischen Bilddatenbanken beschäftigt. Der Begriff ist ein Portmanteau aus „Radiology“ und „Genomics“, basierend auf der zugrundeliegenden Idee, dass man auf Basis radiologischer Bilddaten statistische Aussagen über Gewebeeigenschaften, Diagnosen und Krankheitsverläufe macht, für die man sonst z. B. das Genom (oder Proteom) heranziehen würde.
Die Vorgehensweise besteht vor allem in der automatischen Extraktion einer großen Anzahl (zum Beispiel wenige Hundert) von quantitativen Merkmalen, deren Visualisierung und statistischer Analyse (insbesondere der Korrelationsprüfung mit klinischen Endpunkten).  Hierfür kommt neben Statistik vor allem Maschinelles Lernen zum Einsatz.